# مو کمان
مو کمان یک ستاره است که در صورت فلکی کمان قرار دارد.